# L'Assassinat du duc de Guise (pel·lícula de 1908)
The Assassination of the Duke of Guise és una pel·lícula de curtmetratge històric mut francès del 1908 dirigit per Charles le Bargy i André Calmettes, adaptat per Henri Lavedan, amb actors de la Comédie-Française i destacats escenògrafs. És una de les primeres pel·lícules que compta amb una banda sonora original, composta per Camille Saint-Saëns, i un guió d’un eminent guionista.

## Sinopsi
Amb una durada més llarga del que era habitual, uns 15 minuts, la pel·lícula representa amb més o menys precisió els esdeveniments del dia de l'any 1588 quan el rei Enric III (interpretat pel codirector le Bargy) va convocar el seu poderós rival, duc Henri de Guise, a les seves cambres al Castell de Blois i el va fer assassinar brutalment. La pel·lícula té la seva part d'emocions espantoses i una millor actuació que la majoria de pel·lícules de l'època. Es posa en escena d'una manera una mica teatral, però té un ritme lent al llarg.

## Producció
L'assassinat va ser una de les primeres i més reeixides pel·lícules que va ser realitzada per Film d'art, una productora fundada l'any 1907 amb la intenció de fer pel·lícules que guanyessin el respecte de l'elit cultural així com el patrocini d'un gran públic. El guió va ser escrit per la pantalla (per Henri Lavedan), però el seu vestuari i la seva posada en escena seguien la tradició històrica del teatre francès.
La pel·lícula conté els rudiments de les tècniques narratives més elaborades de les pel·lícules futures. Tot i que només consta de nou plans, amb una interpretació i una posada en escena més teatrals que cinematogràfiques, presenta prou elements d'una història que es podria entendre per si sola. Ho fa a través de la continuïtat d'acció i espai. Abans de l'assassinat i inclòs, la càmera segueix els moviments del personatge principal durant cinc plans diferents, a través de tres sales separades i enrere. Altres elements eren més teatrals que fílmics, com ara escenografies amb fons pintats i la única posició estacionària de la càmera per a cada escena, que recordava un seient a la planta principal, no lluny de l'"escenari".
Calmettes i le Bargy eren actors eminents, i le Bargy un membre de la Comédie-Française.

## Repartiment
- Charles le Bargy com a Enric III
- Albert Lambert com el duc de Guise
- Gabrielle Robinne com Marquesa de Noirmoutier, mestressa del duc
- Berthe Bovy com El patge
- Jean Angelo
- Albert Dieudonné
- Huguette Duflos
- Raphaël Duflos
- Charles Lorrain
- Rolla Norman

## Banda sonora
The Fairylogue and Radio-Plays conté la partitura original documentada més antiga de tot el cinema; L'Assassinat du duc de Guise va debutar als Estats Units uns quatre mesos després. A Calmettes se li atribueix la idea de posar música a la pel·lícula, i Saint-Saëns va ser una opció lògica per a una empresa tan prestigiosa. Als 73 anys, probablement era el compositor més famós de França i tenia una àmplia experiència en la música de teatre. La partitura integra detalls dramàtics a petita escala dins d'una forma musical a gran escala fins a un grau rarament igualat durant la resta del període mut. Informació sobre com es va acostar el projecte és escassa i ambigua. Bonnerot, el seu biògraf, ens diu que va elaborar la música "escena per escena davant la pantalla"; i que a causa de l'arribada de l'hivern va abandonar París abans de l'estrena de la pel·lícula, deixant a Fernand LeBorne dirigir l'orquestra. Saint-Saëns va tenir una reducció per a piano de la partitura, dedicada a LeBorne, publicada per Durand aquell any.

## Estrena
L'estrena es va celebrar a la Salle Charras el 17 de novembre de 1908. Va ser de gran to a tot arreu, s'adequa a una pel·lícula d'"art". Patrocinada i anunciada per Le Film d'Art sota el títol "Visions d'Art", els diferents entreteniments combinaven majoritàriament imatges i música en directe. Hi havia dues pel·lícules més al costat de L’Assassinat, cadascuna amb una partitura original: Le Secret de Myrto, que representa la ballarina Régina Badet ballant amb la música de Gaston Berardi; i L'Empreinte, amb música de Fernand Le Borne contenia una sèrie de "tableaux pintorescs" usant siluetes de Pierrot i altres figures de pantomima. El programa incloïa fotografies en color d'Àsia, descrites com a "vistes de contes de fades" fetes per Gervais-Courtellemont. Le Bargy també va recitar el poema d'Edmond Rostand "Le bois sacrée", que es deia que estava "il·lustrat per un ballet, o millor dit, una visió coreogràfica".

## Recepció
L'èxit de la pel·lícula a França va inspirar a altres companyies a fer pel·lícules semblants, inaugurant així un gènere que finalment es va conèixer com a films d'art, prenent el nom de la productora líder; un gènere caracteritzat per una elaborada teatralitat en escenografies, vestuari i interpretació, i associat a drames històrics relacionats amb personatges nobles.
L'Assassinat du duc de Guise va ser estrenat als Estats Units per Pathé Frères el 17 de febrer de 1909. No hi ha rastre d'una estrena especial per al programa. A Moving Picture World, Pathé simplement va anunciar la pel·lícula com una de les seves estrenes "dramàtiques" actuals, amb una longitud de 853 peus, considerablement més curta que la versió per a la qual Saint-Saëns havia compost la seva partitura; i la companyia va retirar la pel·lícula de les seves llistes cinc setmanes després. No hi ha constància que la partitura s'hagués escoltat a Amèrica en aquell moment. Ni la pel·lícula ni la partitura s'adaptaven a la indústria cinematogràfica estatuanidenca centrada en nickelodeon l'any 1909, però no obstant això va ser revisada àmpliament durant les següents setmanes.
Va rebre una atenció considerable de la crítica a causa de la reputació dels seus creadors i de la tripulació. Molts crítics van assenyalar que, amb una pel·lícula basada en la història francesa, la pel·lícula podria atreure a la classe alta, però el cinèfil esttunidenc mitjà podria no poder seguir la trama. En comparar la pel·lícula amb el drama històric estatunidenc contemporani, molts crítics van considerar que L’Assassinat tenia una millor fotografia, una millor interpretació i una millor construcció dramàtica